# 盖国
盖國是一個先秦著作中记载的國度。中国曾出土铭文《王伐盖侯 周公谋禽祝禽又胀祝王易金百孚禽用乍宝彝》，周初成王（西元前1042年至1021年）时，盖国多次起兵反抗周朝，盖国贵族被周成王平定。
《山海經·海内北经》：“盖国在钜燕南，倭北，倭属燕。”春秋或战国时期，盖国与后来史书中的辰国位置大体相当，是朝鲜半岛南部的部落通称。辰国被认为是三韩的前身，其都城可能在汉江之南。